# ヨハンネス・ムルデル

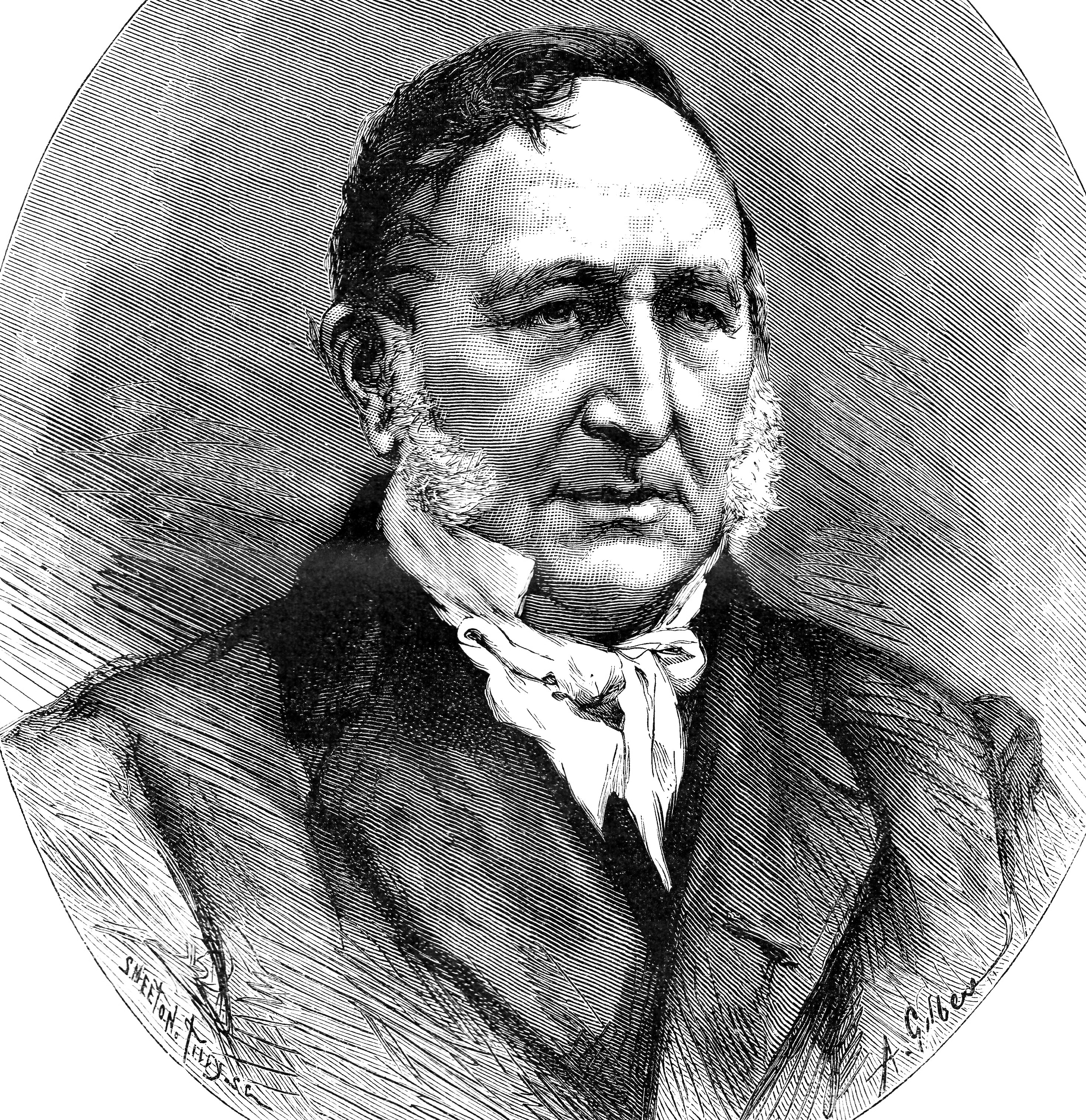
Gerardus Johannes Mulder

ヨハンネス・ムルデル（Gerardus Johannes Mulder、1802年12月27日 - 1880年4月18日）は、オランダの有機化学者、分析化学者である。タンパク質が同じ化学記号で表すことができ、植物が作成し、草食動物がそれを食べ、肉食動物へ不変のまま受け渡されるという「プロテイン説」を唱えた。

## 経歴
ユトレヒトに生まれ、ユトレヒト大学で医学を学んだ。ロッテルダム大学、ユトレヒト大学で化学の教授を務めた。タンパク質が硫黄やリンの成分量を除いて、同じ化学記号で表すことができると主張した。化学者イェンス・ベルセリウスの示唆をうけて1838年の論文 'Ueber die Zusammensetzung einiger thierischen Substanzen' (On the composition of some animal substances)の中で、プロテインという言葉を最初に用いた。この論文でプロテインは植物が作成し、草食動物がそれを食べ、肉食動物へ不変のまま受け渡されるという説を唱えた。この説はリービッヒらと論争となった。
1850年、スウェーデン王立科学アカデミーの外国人会員となった。